# Царук Юрій Григорович
Царук Юрій Григорович (нар. 2 травня 1987) — український легкоатлет, майстер спорту України міжнародного класу. Дворазовий чемпіон Літніх Паралімпійських ігор 2012 року у Лондоні.
Займається у секції легкої атлетики Дніпропетровського та Черкаського обласного центру «Інваспорт».